# Theo Bult
Theo Bult (Enschede, 30 de marzo de 1945) es un expiloto de motociclismo holandés que compitió en el Campeonato del Mundo de Motociclismo tan solo dos temporadas (1970 y 1971. En esos dos años consiguió tres podios y acabó cuarto en la clasificación general de 350 cc de 1971.

## Biografía
Bult debutó en carreras locales en 1968 a la edad de 23 años. En 1969, acabaría tercero en el Cameponato Holandés de velcoidad de 1969, fue fichado por el equipo Motorpaleis-Riemersma Racing Team, donde militaba Wil Hartog. Un año después de su impresionante debut, Bult se midió con los grandes en la competencia internacional en Tubbergen, ganando a Paul Smart en la clase de 350 cc.  
Estos triunfos le abrieron de par en par las puertas al Mundial de motociclismo. Y en este apartado, Buklt siguió brillando con luz propia. Sobre todo, en 1971 donde consiguió tres podios y quedó cuarto en la clasificación general de 350 c.c. Además consiguió dos títulos nacionales en 1970 y 1971 en la categoría de 350 c.c.
Parecía que Bult tenía una futuro prometedor. Sin embargo, a finales de 1971, Bult se estrelló en el circuito de Vessem en Brabante Septentrional en el que tuvo que ser ingresado en el hospital por una fractura vertebral. Estas lesiones le obligaron a poner fin a su carrera.

## Resultados en Grandes Premios
Sistema de puntuación usado desde 1969 hasta 1987. Desde 1969 hasta 1975 se entregaba 1 punto al piloto que lograra la vuelta rápida en carrera.
| Posición | 1  | 2  | 3  | 4 | 5 | 6 | 7 | 8 | 9 | 10 |
| Puntos   | 15 | 12 | 10 | 8 | 6 | 5 | 4 | 3 | 2 | 1  |

(Carreras en negrita indica pole position, carreras en cursiva indica vuelta rápida)
| Año  | Cat.  | Equipo | 1       | 2     | 3     | 4     | 5       | 6     | 7     | 8       | 9     | 10    | 11      | 12    | Pts. | Pos. |
| ---- | ----- | ------ | ------- | ----- | ----- | ----- | ------- | ----- | ----- | ------- | ----- | ----- | ------- | ----- | ---- | ---- |
| 1970 | 250cc | Yamaha | GER Ret | FRA - | YUG - | IOM - | NED 8   | BEL - | DDR 7 | CZE 4   | FIN - | ULS - | NAT -   | ESP - | 15   | 16.º |
| 1970 | 350cc | Yamaha | GER Ret |       | YUG - | IOM - | NED Ret |       | DDR - | CZE 8   | FIN - | ULS - | NAT -   | ESP - | 3    | 35.º |
| 1971 | 250cc | Yamaha | AUT -   | GER 8 | IOM - | NED 2 | BEL 8   | DDR - | CZE - | SWE Ret | FIN - | ULS - | NAT 7   | ESP - | 22   | 10.º |
| 1971 | 350cc | Yamaha | AUT -   | GER 4 | IOM - | NED 3 |         | DDR 4 | CZE 3 | SWE Ret | FIN - | ULS - | NAT Ret | ESP - | 36   | 4.º  |